# 사랑해서 미안해
《사랑해서 미안해》은 1998년 10월 26일부터 1998년 12월 26일까지 방영된 한국방송공사 2TV 아침드라마이다.

## 줄거리
한때의 철없던 사랑으로 미혼모가 되었지만 딸 유진을 자신의 인생 전부를 걸고 지켜내며 당당하게 살아가려는 유승희의 삶을 통해 사랑이라는 이름으로 포장된 가족 이기주의와 개인주의의 허상을 수채화식으로 펼쳐나가는 것이 주요 내용이다.

## 등장 인물
- 권오중
- 김찬우
- 김영애 : 유승희 역
- 이보희
- 유준상
- 한진희 : 한수찬 역
- 방은희
- 선우용여
- 윤철형
- 정소희
- 손창준
- 김동현
- 안연홍 : 유진 역
- 최윤영 : 한소은 역
- 김여랑
- 김주호
- 구자미
- 이칸희
- 하다솜
- 안홍진
- 이은주
- 고세원
- 강양화

## 참고 사항
- 당초 이 드라마는 <내사랑 내곁에>란 제목을 통해 97년 10월 중순 첫 촬영에 들어가는 한편 같은 해 11월 초 첫 회가 나갈 예정이었다. 삼화프로덕션 제작위원인 원로 PD 김수동이 연출을 맡고, 이휘향(미혼모 어머니), 윤해영(이휘향의 19살 차이가 나는 딸)이 주역으로 캐스팅되었으나 여러 가지 사정으로 무산됐으며 윤해영은 해당 작품(당시 제목 <내사랑 내곁에>) 무산 뒤 iTV 개국 첫 연속극[1] <가족>에 출연했다.
- 그 후, 원로 PD 박철, 이금보 공동 연출로 변경된 동시에 출연진과 시놉시스를 재정비하여 방송됐는데 앞에서 본 것처럼 5%대의 저조한 시청률 탓인지[2] 불과 2달 만에 조기종영되는 수모를 당했다.
- 공동 연출자 박철 PD는 <사랑해서 미안해>의 조기종영 이후 한동안 일선활동에서 떠나있었다가 MBC 드라마넷 <전처가 옆방에 산다>[3]로 연출활동을 재개했다.
- KBS 드라마본부 측에선, <사랑해서 미안해>의 조기종영 이후[4] 만남 이전까지 한동안 아침드라마를 편성하지 않았다.
- <사랑해서 미안해>의 공동 외주제작사인 KBS제작단은 해당 드라마의 조기종영으로 극심한 재정난을 겪어오자 1999년 7월 코네스 컨소시엄에 인수되었으며[5] 회사명도 한국방송제작단으로 변경됐는데[6] 그 이후에도 계속 KBS 2TV 드라마(아침극 위주)만 외주제작을 해 오다가 MBC 왕꽃 선녀님을 통해[7] 타방송사 드라마 외주제작에 진출했고 코네스는 2002년 1월 운영자금 및 유동성 확보를 위해 한국방송제작단의 지분 전량을 매각했다.[8]
- 박철 PD는 해당 작품 이후[9] 한동안 연출활동을 접었다.